# Liste der Bodendenkmäler in Pommelsbrunn
Auf dieser Seite sind die Bodendenkmäler in der mittelfränkischen Gemeinde Pommelsbrunn zusammengestellt. Diese Tabelle ist eine Teilliste der Liste der Bodendenkmäler in Bayern. Grundlage ist die Bayerische Denkmalliste, die auf Basis des Bayerischen Denkmalschutzgesetzes vom 1. Oktober 1973 erstmals erstellt wurde und seither durch das Bayerische Landesamt für Denkmalpflege geführt wird. Die folgenden Angaben ersetzen nicht die rechtsverbindliche Auskunft der Denkmalschutzbehörde.

Mit dem Stand vom 16. Oktober 2018 sind 78 Bodendenkmäler von Pommelsbrunn in der Bayerischen Denkmalliste eingetragen.

## Hinweise zu den Angaben in der Tabelle
- Spalte Name, Bezeichnung: Bezeichnung des denkmalgeschützten Objektes
- Spalte Ortsteil: Ortsteil, in dem sich das denkmalgeschützte Objekt befindet
- Spalte  Koordinaten: Geografischer Standort
- Spalte Denkmalnummer: Offizielle Denkmalnummer des Bayerischen Landesamts für Denkmalpflege
- Spalte Zeitstellung: Besondere Daten, so weit bekannt oder ableitbar, teilweise auch Datum der Ersterwähnung der Liegenschaft
- Spalte Denkmalumfang, Bemerkung: Nähere Erläuterungen über den Denkmalstatus, den Umfang der Liegenschaft und ihre Besonderheiten

Bis auf die Spalte Bild sind alle Spalten sortierbar.

## Liste der Bodendenkmäler
| Name, Bezeichnung | Ortsteil              | Koordinaten                        | Denkmalnummer | Zeitstellung                   | Denkmalumfang, Bemerkung                                                                                 | Bild           |
| --- | --------------------- | ---------------------------------- | ------------- | ------------------------------ | --- | -------------- |
| Höhle im „Abgebrannten Berg“ (A 156) mit vorgeschichtlichen Funden | Hubmersberg/Etzelwang | 49° 31′ 51,87″ N, 11° 32′ 47,02″ O | D-3-6435-0061 |                                | Höhle im Abgebrannten Berg (A 156). Gemeindegrenze zu Etzelwang überschreitendes Bodendenkmal.           |                |
| Grabhügel vorgeschichtlicher Zeitstellung | Eschenbach            | 49° 32′ 22,76″ N, 11° 29′ 30,12″ O | D-5-6434-0099 |                                | Auf dem „Langen Bühl“, nördlich Eschenbach                                                               |                |
| Körpergräber der Urnenfelderzeit | Eschenbach            | 49° 32′ 9,16″ N, 11° 29′ 33,07″ O  | D-5-6434-0100 |                                | Nördlich von Eschenbach                                                                                  |                |
| Höhlenstation vorgeschichtlicher Zeitstellung | Eschenbach/Vorra      | 49° 32′ 50,97″ N, 11° 29′ 1,44″ O  | D-5-6434-0101 |                                | Brunnerschacht (A 129) in der Waldflur „Fichtig“. Gemeindegrenze zu Vorra überschreitendes Bodendenkmal. |                |
| Abschnittsbefestigung der Späthallstatt- und Frühlatènezeit | Hohenstadt            | 49° 30′ 59,16″ N, 11° 28′ 59,98″ O | D-5-6434-0105 |                                | Abschnittsbefestigung Hohenstädter Fels. Möglicherweise hallstattzeitlicher Höhenopferplatz.             |                |
| Freilandstation des Mesolithikums und Siedlung vorgeschichtlicher Zeitstellung                                                                                                  | Hohenstadt            | 49° 30′ 56,58″ N, 11° 29′ 45,57″ O | D-5-6434-0106 |                                | |                |
| Siedlung der Frühlatènezeit | Hohenstadt            | 49° 30′ 12,92″ N, 11° 29′ 19,91″ O | D-5-6434-0107 |                                | Am Pommelsbrunner Tennisplatz                                                                            |                |
| Mittelalterliche Wasserburg, frühneuzeitliches Wasserschloss | Eschenbach            | 49° 31′ 45,48″ N, 11° 29′ 23,85″ O | D-5-6434-0169 |                                | Schloss Eschenbach, Nachfolgegebäude einer Wasserburg                                                    | weitere Bilder |
| Mittelalterliche und frühneuzeitliche Befunde im Bereich der evangelisch-lutherischen Pfarrkirche St. Paul und ihres befestigten Kirchhofes                                     | Eschenbach            | 49° 31′ 44,7″ N, 11° 29′ 30,26″ O  | D-5-6434-0170 |                                | Kirche St. Paul                                                                                          |                |
| Mittelalterliche Vorgängerbauten der evangelisch-lutherischen Pfarrkirche St. Wenzeslaus und Wolfgang                                                                           | Hohenstadt            | 49° 30′ 41,12″ N, 11° 28′ 58,41″ O | D-5-6434-0173 |                                | Kirche St. Wenzeslaus und Wolfgang                                                                       |                |
| Burgstall des Mittelalters |                       | 49° 32′ 22,81″ N, 11° 28′ 53,58″ O | D-5-6434-0248 |                                | |                |
| Mittelalterliche und frühneuzeitliche Befunde im Bereich der Burgruine Lichtenstein                                                                                             | Pommelsbrunn          | 49° 30′ 28,72″ N, 11° 29′ 58,03″ O | D-5-6435-0009 |                                | Burgruine Lichtenstein                                                                                   | weitere Bilder |
| Abschnittsbefestigung vor- und frühgeschichtlicher Zeitstellung | Hohenstadt            | 49° 31′ 12,31″ N, 11° 30′ 10,77″ O | D-5-6435-0010 |                                | Abschnittsbefestigung Windburg                                                                           |                |
| Höhlenstation der Hallstatt- und Frühlatènezeit sowie des Spätmittelalters | Hubmersberg           | 49° 32′ 10,98″ N, 11° 31′ 34,24″ O | D-5-6435-0011 |                                | Osterloch in Hegendorf (A 2)                                                                             | weitere Bilder |
| Opferplatz der Urnenfelder- und Hallstattzeit | Hubmersberg           | 49° 32′ 56,43″ N, 11° 30′ 41,16″ O | D-5-6435-0012 |                                | Siegelstein bei Fischbrunn                                                                               |                |
| Höhlenstation vorgeschichtlicher Zeitstellung und des Mittelalters | Hubmersberg           | 49° 31′ 13,69″ N, 11° 32′ 6,5″ O   | D-5-6435-0013 |                                | Fischerhöhle (A 3)                                                                                       | weitere Bilder |
| Kalkbrennöfen des Mittelalters und der Neuzeit | Hubmersberg           | 49° 32′ 31,05″ N, 11° 31′ 30,66″ O | D-5-6435-0014 |                                | Am Hirtenberg, nördlich von Hegendorf                                                                    |                |
| Körpergräber des Endneolithikums und Siedlung der Latènezeit | Hartmannshof          | 49° 30′ 0,18″ N, 11° 32′ 8,15″ O   | D-5-6435-0020 |                                | Nördlich des Hartmannshofer Sportplatzes                                                                 |                |
| Höhlenstation vorgeschichtlicher Zeitstellung | Hartmannshof          | 49° 30′ 13,9″ N, 11° 32′ 37,54″ O  | D-5-6435-0023 |                                | Steinberg-Höhlenruine (Höhlenruine von Hunas) (A 236)                                                    | weitere Bilder |
| Siedlung des Spätneolithikums | Hubmersberg           | 49° 31′ 10,39″ N, 11° 32′ 3,3″ O   | D-5-6435-0029 |                                | Südlich von Heuchling                                                                                    |                |
| Mittelalterlicher Burgstall | Hubmersberg           | 49° 31′ 26,07″ N, 11° 32′ 14,39″ O | D-5-6435-0122 | Vermutlich Hochmittelalterlich | Turmhügel Purkstal                                                                                       | weitere Bilder |
| Mittelalterliche und frühneuzeitliche Befunde im Bereich der evangelisch-lutherischen Pfarrkirche St. Lorenz und ihres befestigten Kirchhofes                                   | Pommelsbrunn          | 49° 30′ 12,21″ N, 11° 30′ 44,84″ O | D-5-6435-0128 |                                | Kirche St. Lorenz                                                                                        |                |
| Mittelalterlicher Burgstall | Pommelsbrunn          | 49° 29′ 44,66″ N, 11° 30′ 59,21″ O | D-5-6535-0011 |                                | Burgstall Altes Haus                                                                                     | weitere Bilder |
| Höhensiedlung der Schnurkeramik, der Urnenfelder-, Hallstatt- und frühen Latènezeit sowie Wallanlage vorgeschichtlicher Zeitstellung                                            | Arzlohe               | 49° 28′ 51,95″ N, 11° 31′ 51,31″ O | D-5-6535-0012 |                                | Wallanlage Hochberg                                                                                      | weitere Bilder |
| Frühneuzeitliche Kalkbrennöfen | Arzlohe               | 49° 28′ 51,28″ N, 11° 31′ 50,74″ O | D-5-6535-0013 |                                | Östlich von Mittelburg                                                                                   |                |
| Kalkbrennofen des Spätmittelalters | Arzlohe               | 49° 28′ 32,92″ N, 11° 31′ 46,09″ O | D-5-6535-0014 |                                | Westlich von Mittelburg                                                                                  |                |
| Hochmittelalterliche Wüstung | Arzlohe               | 49° 29′ 11,55″ N, 11° 32′ 39,59″ O | D-5-6535-0015 |                                | |                |
| Freilandstation des Mesolithikums sowie Siedlung des Endneolithikums und der Latènezeit                                                                                         | Arzlohe               | 49° 28′ 46,63″ N, 11° 32′ 3,02″ O  | D-5-6535-0016 |                                | |                |
| Siedlung der Frühlatènezeit | Arzlohe               | 49° 28′ 52,09″ N, 11° 32′ 23,84″ O | D-5-6535-0017 |                                | |                |
| Freilandstation des Mesolithikums, Siedlung und Gräber der Frühlatènezeit | Arzlohe               | 49° 28′ 45,05″ N, 11° 34′ 56,37″ O | D-5-6535-0018 |                                | |                |
| Freilandstation des Mesolithikums, Siedlung des Neolithikums und der frühen Latènezeit                                                                                          | Arzlohe               | 49° 28′ 54,88″ N, 11° 32′ 29,91″ O | D-5-6535-0019 |                                | |                |
| Siedlung der Urnenfelderzeit | Arzlohe               | 49° 29′ 8,41″ N, 11° 33′ 51,27″ O  | D-5-6535-0020 |                                | |                |
| Grabhügel vorgeschichtlicher Zeitstellung | Arzlohe               | 49° 29′ 3,51″ N, 11° 32′ 40,75″ O  | D-5-6535-0021 | Frühlatènezeitlich             | Am Fuß des Kühberges bei Waizenfeld                                                                      |                |
| Freilandstation des Mesolithikums und Siedlung des Neolithikums | Arzlohe               | 49° 28′ 35,2″ N, 11° 31′ 38,8″ O   | D-5-6535-0022 |                                | |                |
| Kalkbrennöfen des Spätmittelalters | Arzlohe/Birgland      | 49° 28′ 36,99″ N, 11° 35′ 20,54″ O | D-5-6535-0023 |                                | Gemeindegrenze zu Birgland überschreitendes Bodendenkmal                                                 |                |
| Siedlung der Späthallstatt- und Frühlatènezeit | Arzlohe               | 49° 28′ 49,06″ N, 11° 32′ 32,58″ O | D-5-6535-0024 |                                | |                |
| Freilandstation des Mesolithikums | Arzlohe               | 49° 28′ 38,24″ N, 11° 32′ 41,13″ O | D-5-6535-0026 |                                | |                |
| Freilandstation des Mesolithikums, Siedlung des Neolithikums und der Spätlatènezeit                                                                                             | Arzlohe               | 49° 29′ 15,72″ N, 11° 32′ 44,27″ O | D-5-6535-0027 |                                | |                |
| Siedlung des Neolithikums und der Bronzezeit | Arzlohe               | 49° 29′ 10,86″ N, 11° 34′ 28,2″ O  | D-5-6535-0028 |                                | Am „Vogelherd“                                                                                           |                |
| Freilandstation des Mesolithikums | Arzlohe               | 49° 29′ 21,88″ N, 11° 32′ 42,08″ O | D-5-6535-0030 |                                | |                |
| Grabhügel der Bronzezeit, Siedlung und Grabenwerk vorgeschichtlicher Zeitstellung                                                                                               | Arzlohe               | 49° 29′ 5,35″ N, 11° 34′ 26,65″ O  | D-5-6535-0033 |                                | |                |
| Siedlung der Hallstattzeit | Arzlohe               | 49° 29′ 6,21″ N, 11° 33′ 37,03″ O  | D-5-6535-0034 |                                | |                |
| Siedlung der Bronzezeit | Arzlohe               | 49° 29′ 15,27″ N, 11° 33′ 43,46″ O | D-5-6535-0035 |                                | |                |
| Siedlung der Bronzezeit | Arzlohe               | 49° 29′ 17,82″ N, 11° 33′ 24,92″ O | D-5-6535-0036 |                                | |                |
| Siedlung der Spätbronze- und Urnenfelderzeit | Hartmannshof          | 49° 29′ 25,81″ N, 11° 33′ 12,81″ O | D-5-6535-0037 |                                | |                |
| Grabhügel der Hallstattzeit | Arzlohe               | 49° 29′ 24,88″ N, 11° 33′ 31,89″ O | D-5-6535-0038 |                                | |                |
| Grabhügel vorgeschichtlicher Zeitstellung | Heldmannsberg         | 49° 27′ 49,05″ N, 11° 33′ 3,62″ O  | D-5-6535-0041 |                                | |                |
| Grabhügel vorgeschichtlicher Zeitstellung | Heldmannsberg         | 49° 28′ 25,47″ N, 11° 33′ 39,97″ O | D-5-6535-0042 |                                | |                |
| Grabhügel vorgeschichtlicher Zeitstellung | Heldmannsberg         | 49° 28′ 20,67″ N, 11° 33′ 56,98″ O | D-5-6535-0043 |                                | |                |
| Freilandstation des Mesolithikums | Heldmannsberg         | 49° 27′ 37,34″ N, 11° 34′ 14,79″ O | D-5-6535-0044 |                                | |                |
| Siedlung der Hallstattzeit | Heldmannsberg         | 49° 27′ 58,57″ N, 11° 33′ 12,2″ O  | D-5-6535-0045 |                                | Gemeindegrenze zu Happurg überschreitendes Bodendenkmal                                                  |                |
| Grabhügel der frühen Hallstattzeit | Heldmannsberg         | 49° 27′ 54,72″ N, 11° 33′ 10,38″ O | D-5-6535-0046 |                                | Gemeindegrenze zu Happurg überschreitendes Bodendenkmal                                                  |                |
| Siedlung des Neolithikums | Heldmannsberg         | 49° 28′ 27,53″ N, 11° 35′ 33,33″ O | D-5-6535-0047 |                                | |                |
| Mesolithische Freilandstation | Heldmannsberg         | 49° 28′ 24,23″ N, 11° 33′ 33,45″ O | D-5-6535-0049 |                                | |                |
| Mesolithische Freilandstation | Heldmannsberg         | 49° 28′ 26,27″ N, 11° 33′ 44,02″ O | D-5-6535-0050 |                                | |                |
| Mesolithische Freilandstation und neolithische Siedlung | Heldmannsberg         | 49° 28′ 16,72″ N, 11° 33′ 28,35″ O | D-5-6535-0051 |                                | |                |
| Mesolithische Freilandstation | Heldmannsberg         | 49° 27′ 46,54″ N, 11° 33′ 40,31″ O | D-5-6535-0052 |                                | |                |
| Freilandstation des Mesolithikums, Siedlung der Urnenfelder- und Hallstattzeit Siedlung                                                                                         | Hartmannshof          | 49° 29′ 35,86″ N, 11° 33′ 21,42″ O | D-5-6535-0059 |                                | Im „Breitfeld“                                                                                           |                |
| Siedlung der Urnenfelder- und Hallstattzeit | Hartmannshof          | 49° 29′ 41,49″ N, 11° 33′ 4,88″ O  | D-5-6535-0060 |                                | Im Ortsbereich von Hartmannshof                                                                          |                |
| Siedlung der Urnenfelder- und Latènezeit, Verhüttungsplatz des Spätmittelalters                                                                                                 | Hartmannshof          | 49° 29′ 47,16″ N, 11° 33′ 9″ O     | D-5-6535-0061 |                                | Im Ortsbereich von Hartmannshof                                                                          |                |
| Siedlung der frühen und späten Latènezeit | Hartmannshof          | 49° 29′ 43,3″ N, 11° 32′ 56,82″ O  | D-5-6535-0047 |                                | Im Ortsbereich von Hartmannshof                                                                          |                |
| Freilandstation des Mesolithikums, Siedlung des Neolithikums, der Urnenfelder-, Hallstatt- und Latènezeit sowie der römischen Kaiserzeit, Verhüttungsplatz des Frühmittelalters | Hartmannshof          | 49° 29′ 43,16″ N, 11° 32′ 49,23″ O | D-5-6535-0066 |                                | Im Ortsbereich von Hartmannshof                                                                          |                |
| Freilandstation des Mesolithikums | Hartmannshof          | 49° 29′ 40,01″ N, 11° 33′ 37,17″ O | D-5-6535-0067 |                                | |                |
| Freilandstation des Mesolithikums | Hartmannshof          | 49° 29′ 32,41″ N, 11° 33′ 37,33″ O | D-5-6535-0068 |                                | |                |
| Freilandstation des Mesolithikums, Siedlung des Neolithikums und der Urnenfelderzeit                                                                                            | Hartmannshof          | 49° 29′ 30,46″ N, 11° 33′ 15,66″ O | D-5-6535-0069 |                                | |                |
| Grabhügel vorgeschichtlicher Zeitstellung | Pommelsbrunn          | 49° 29′ 31,93″ N, 11° 30′ 24,45″ O | D-5-6535-0072 |                                | Auf dem „Eichelberg“                                                                                     |                |
| Siedlung der Spätlatènezeit | Heldmannsberg         | 49° 27′ 35,19″ N, 11° 34′ 51,16″ O | D-5-6535-0073 |                                | |                |
| Siedlung des Neolithikums | Heldmannsberg         | 49° 27′ 17,21″ N, 11° 34′ 18,15″ O | D-5-6535-0082 |                                | |                |
| Siedlung vorgeschichtlicher Zeitstellung | Arzlohe               | 49° 29′ 28,6″ N, 11° 33′ 46,03″ O  | D-5-6535-0084 |                                | |                |
| Siedlung vorgeschichtlicher Zeitstellung | Arzlohe               | 49° 29′ 11,56″ N, 11° 32′ 51,31″ O | D-5-6535-0085 |                                | |                |
| Siedlung vorgeschichtlicher Zeitstellung | Arzlohe               | 49° 28′ 48,66″ N, 11° 34′ 45,13″ O | D-5-6535-0086 |                                | |                |
| Höhensiedlung der Bronzezeit | Heldmannsberg         | 49° 27′ 22,82″ N, 11° 33′ 40,5″ O  | D-5-6535-0089 |                                | Auf der „Zant“ bei Claramühle                                                                            |                |
| Siedlung vorgeschichtlicher Zeitstellung | Arzlohe               | 49° 29′ 5,44″ N, 11° 32′ 58,49″ O  | D-5-6535-0090 |                                | |                |
| Siedlung vorgeschichtlicher Zeitstellung | Arzlohe               | 49° 28′ 50,1″ N, 11° 33′ 4,02″ O   | D-5-6535-0091 |                                | Im „Gunzenbühl“                                                                                          |                |
| Mittelalterliche und frühneuzeitliche Befunde im Bereich der Kapellenruine St. Rochus und St. Leonhard                                                                          | Arzlohe               | 49° 29′ 0,79″ N, 11° 30′ 51,4″ O   | D-5-6535-0098 |                                | Kapellenruine St. Rochus und St. Leonhard                                                                | weitere Bilder |
| Mittelalterliche und frühneuzeitliche Befunde im Bereich der katholischen Pfarrkirche Mariae Himmelfahrt                                                                        | Heldmannsberg         | 49° 27′ 49,99″ N, 11° 33′ 44,23″ O | D-5-6535-0102 |                                | Kirche Mariae Himmelfahrt                                                                                | weitere Bilder |
| Höhlenstation vorgeschichtlicher Zeitstellung | Heldmannsberg         | 49° 27′ 35,56″ N, 11° 34′ 10,21″ O | D-5-6535-0103 |                                | Höhle Spurzlgrub (E 33)                                                                                  |                |
| Mittelalterlicher Burgstall | Hartmannshof          | 49° 29′ 43,89″ N, 11° 32′ 54,32″ O | D-5-6535-0133 |                                | Burgstall Hartmannshof, im Bereich der Fleckstraße                                                       |                |